# Соан-папди
Соан-папди (хинди सोहन पापड़ी), также известный под названиями патиса, сампапри, сохан-папди, шон-папри — индийский десерт, также распространённый в других странах Южной Азии (Бангладеш, Непале, Пакистане).
Соан-папди — сладости, которые напоминают нечто среднее между нежирной халвой и сладкой ватой, тающей во рту. Это мягкие и лёгкие, но в то же время хрустящие волокна из муки и сахара с добавлением измельчённых орехов и специй. Ингредиенты соан-папди существенно отличаются в разных местностях. Обычно это нерафинированный сахар, масло гхи, мука из бобовых культур (нута, сои) и/или пшеничная грубого помола, кардамон, орехи (миндаль, фисташки), кунжут или изюм, молоко, уксус или лимонная кислота и др. Обычно современный соан-папди имеет кубическую форму, но также может быть круглым или в виде хлопьев.
В Южной Азии соан-папди часто продают на улицах в конусах из бумаги.
Соан-папди появился в Индии, но точное место появления этого блюда неизвестно. Возможной родиной десерта называют Гуджарат, Пенджаб, Уттар-Прадеш, Западную Бенгалию или Раджастхан.